# Лаптев, Игорь Константинович
И́горь Константи́нович Ла́птев (16 июня 1932, Златоуст, Челябинская область, РСФСР, СССР — 27 сентября 2016, Москва, Россия) — советский, российский дипломат.

## Биография
Окончил Московский государственный институт международных отношений (МГИМО) МИД СССР (1954). На дипломатической работе с 1954 года.
- В 1957—1961 годах — сотрудник Посольства СССР в Канаде.
- В 1964—1967 годах — сотрудник Посольства СССР в Бенине.
- В 1970—1971 годах — сотрудник Посольства СССР в Великобритании.
- В 1973 году — советник Посольства СССР в Чили.
- В 1975—1982 годах — советник, советник-посланник Посольства СССР в Республике Перу.
- В 1987—1993 годах — чрезвычайный и полномочный посол СССР, затем Российской Федерации в Уругвае[1][2].

С 1993 года — в отставке.
Похоронен на Троекуровском кладбище.

## Семья
Был женат, двое детей.

## Дипломатический ранг
Чрезвычайный и полномочный посланник 1 класса.